# Lizuniagako erreka
Le Lizuniagako erreka est un affluent de la Nivelle à Sare.

## Principaux affluents
Abréviations : (G) ou (rg) Affluent rive gauche ; (D) ou (rd) Affluent rive droite ; (CP) Cours principal, signale le nom donné à une partie du cours d'eau prise en compte dans le calcul de sa longueur.
- (D) Behereko Bentako erreka, frontalier, 5,2 km en France, de l'Atxuria
  - (D) Harana ou Figareliko erreka, 7,1 km, du col de Lizarrieta
    - (CP) Hiruetako erreka,
      - (D) Tonbako erreka

    - (D) Urioko erreka, d'Otsobi
      - (D) Lezea, des grottes de Sare
- (G) Portuko erreka, 6,1 km, d'Altxanga
  - (D)  Uharka erreka
  - (G) Helbarrungo erreka, 3,5 km